# علم الأعصاب المعرفي
علم الأعصاب المعرفي هو مجال أكاديمي يهتم بدراسة العمليات الحيوية والمناحي المكونة للمعرفة، مع التركيز الخاص على الاتصالات العصبية للعمليات العقلية. يُعنى بالإجابة على الأسئلة المتعلقة بكيفية عمل الأنشطة المعرفية أو كيفية تحكم الدارات العصبية بها في الدماغ. يعد علم الأعصاب المعرفي فرعًا من علم النفس وعلم الأعصاب، متقاطعًا مع اختصاصات أخرى مثل علم النفس الحيوي، وعلم النفس المعرفي، وعلم النفس الفسيولوجي وعلم الأعصاب الوجداني. يُبنى علم الأعصاب المعرفي على نظريات في العلوم الاستعرافية مترافقًا بأدلة من العلوم العصبية، والعلوم العصبية الحاسوبية. 
تلعب أجزاء من الدماغ دورًا هامًا في هذا المجال. تلعب الأعصاب الدور الأكثر حيوية، بما أن النقطة الرئيسية هي فهم المعرفة من وجهة نظر عصبية، بالإضافة للفصوص المختلفة للقشرة المخية. تتضمن الطرق التي تُطبّق في علم الأعصاب المعرفي عمليات تجريبية من علم الطبيعة النفسية، وعلم النفس المعرفي، والتصوير العصبي الوظيفي، والفيزيولوجيا الكهربائية، وعلم الجينوم المعرفي، وعلم الوراثة السلوكي.تأخذ دراسات مرضى النقائص المعرفية بسبب الآفات الدماغية جانبًا هامًا في علم الأعصاب المعرفي. توفر الأذيات في الدماغ المصاب بآفات أسس للمقارنة مع مثيلاتها من الأدمغة السليمة والفعالة وظيفيًا بشكل كامل. تغير هذه الأذيات في الدارات العصبية للدماغ وتسبب خلل وظيفي خلال العمليات المعرفية الأساسية، مثل الذاكرة أو التعلم. مع الأذيات، يمكننا مقارنة وظيفة الدارات العصبية السليمة، ومن المحتمل الوصول لخلاصات عن أسس العمليات المعرفية المؤثرة.
أيضًا، تُدرس القدرات المعرفية على تطور الدماغ وتُختبر في مجال فرعي يدعى علم الأعصاب المعرفي التطوري. يبين هذا المجال آلية تطور الدماغ مع الزمن، ويحلل الاختلافات وإعداد النتائج المحتملة لهذه الاختلافات. تتضمن المقاربات النظرية العلوم العصبية الحاسوبية وعلم النفس المعرفي.

## الأصول التاريخية
علم الأعصاب المعرفي هو فرع دراسة متداخل الاختصاصات نشأ من علم الأعصاب وعلم النفس. كان هنالك ثلاث مراحل غيرت من مقاربة الباحثين استقصاءاتهم ما أدى لإنشاء هذا المجال.
بالإضافة إلى أن مهمة علم الأعصاب المعرفي هو معرفة كيف يخلق الدماغ العقل، تطور تاريخيًا من الاستقصاءات حول كيفية دعم منطقة محددة من الدماغ المَلكة العقلية المعطاة. مع ذلك، أثبتت الجهود المبكرة المبذولة لتجزئة الدماغ صعوبتها. فشلت حركة علماء الفراسة في دعم الأسس العلمية لنظرياتها ورُفضت. رأي المجال الإجمالي، يعني اشتراك كل مناطق الدماغ في كافة السلوكيات، رُفضت أيضًا بسبب خرائط الدماغ، التي بدأت مع تجارب هيتزش وفريتش ثم تطورت تدريجيًا باستخدام طرق استقصاء مثل التصوير المقطعي بالإصدار البوزيتروني والتصوير بالرنين المغناطيسي الوظيفي. كانت نظرية غشتالت، علم النفس العصبي، والثورة الإدراكية نقاط تحول كبرى في نشوء علم الأعصاب المعرفي كمجال، جامعةً بين الأفكار والتقنيات التي تسمح للباحثين في الربط بين السلوك وركائزه العصبية.

### الأصول في الفلسفة
لطالما كان الفلاسفة مهتمون بالدماغ: «تمتلك الفكرة التي تشرح ظاهرة ما تتضمن فهم الآلية المسؤولة عنها جذورًا عميقة في تاريخ الفلسفة من النظريات الذرية في القرن الخامس قبل الميلاد حتى عودتها في القرن السابع عشر والثامن عشر في أعمال غاليليو، وديكارت، وبويل. ومن بين الآخرين، كانت فكرة ديكارت التي تقول إن بناء الآلات البشرية قد يعمل كنماذج تفسير علمية.» على سبيل المثال، اعتقد أرسطو أن الدماغ هو نظام تبريد للجسم وسعة الذكاء تقع في القلب. يُقترح أن أول من اعتقد بعكس ذلك كان الطبيب الروماني جالينوس في القرن الثاني بعد الميلاد، الذي صرح أن الدماغ هو مصدر النشاط العقلي، بالإضافة إلى اعتمادها من قبل ألكمايون الكروتوني. ومع ذلك، اعتقد جالينوس أن الشخصية والعاطفة ليست من نتاج الدماغ، وإنما من أعضاء أخرى. كان أندرياس فيزاليوس، وهو طبيب ومشرح، أول من اعتقد أن الدماغ والجهاز العصبي هم مركز العقل والعاطفة. نشأ علم النفس، أكبر مجال مساهم في علم الأعصاب المعرفي، من التأملات الفلسفية عن العقل.

### القرن التاسع عشر

#### علم الفراسة
يعتبر علم الفراسة من العلوم التي سبقت علم الأعصاب المعرفي، ادعى بمقاربة علمية زائفة أنه بالإمكان تحديد السلوك وفقًا لشكل فروة الرأس. في بدايات القرن التاسع عشر، اعتقد كل من فرانز جوزيف غال وج. غ. شبورتزايم أن الدماغ البشري متموضع بحوالي 35 قطعة مختلفة. في كتابه، تشريح وفسيولوجيا الجهاز العصبي بشكل عام، والدماغ بشكل خاص، ادعى جالينوس أن النتوءات الأكبر في إحدى هذه الباحات يعني استخدام تلك الباحة من الدماغ بشكل أكبر من قبل الشخص. اكتسبت هذه النظرية اهتمامًا عامًا، ما أدى لمنشورات مجلات علم الفراسة وصنع مقاييس خاصة بعلم الفراسة، التي تقيس النتوءات على سطح الرأس البشري. وبينما لاقت الفراسة مكانًا ثابتًا لها في الاحتفالات والمهرجانات، لم تلقَ قبولًا واسعًا في الأوساط العلمية. كان الانتقاد الأكبر لعلم الفراسة من قبل الباحثين أنه ليس بالإمكان اختبار نظرياتها بشكل تجريبي.

#### رأي التوضعيين
يُعنى رأي التوضعيين بتمركز القدرات العقلية في باحات خاصة من الدماغ عوضًا عن ماهية مميزات تلك القدرات وكيفية قياسها. دعمت الدراسات التي أجريت في أوروبا هذا الرأي، مثل دراسات جون هولينغز جاكسون. درس جاكسون المرضى المصابين بأذية دماغية، وبشكل خاص مرضى الصرع. اكتشف أنه في أغلب الأحيان يقوم مرضى الصرع بالحركات الرمعية العضلية المتوترة ذاتها خلال نوبات الصرع، ما دفع جاكسون للاعتقاد بأنها تحدث في نفس المكان في كل مرة. اقترح جاكسون توضع الوظائف المحددة في باحات محددة من الدماغ، الذي كان أساسيًا في فهم الفصوص المخية اللاحق.

#### رأي المجال الإجمالي
وفقًا لرأي المجال الإجمالي، تشارك كافة الباحات في الدماغ في كافة الوظائف العقلية.
بيير فلورنس، عالم نفس تجريبي فرنسي، تحدى رأي التوضعيين بتطبيق تجارب على الحيوانات. اكتشف أن إزالة المخيخ عند الأرانب والحمام أفقدها حس الاتساق العضلي، وأن كافة الوظائف المعرفية خُربت عند الحمام عندما أُزيلت نصفي الكرة المخية. استنتج من ذلك بأن القشرة المخية، والمخيخ، وجذع الدماغ يعملون معًا بشكل مجمل. انتقدت مقاربته من الأساس لعدم حساسية الاختبارات بما فيه الكفاية لملاحظة النقائص الانتقائية.

#### نشوء علم النفس العصبي
لربما كانت محاولات فيرنيك وبروكا أولى المحاولات الجدية لتحديد توضع الوظائف العقلية في أماكن خاصة في الدماغ. وذلك عبر دراسة تأثيرات الإصابات على مختلف أجزاء الدماغ على الوظائف النفسية. في 1861، قابل طبيب الأعصاب الفرنسي بول بروكا رجلًا يمكنه فهم اللغة لكنه لا يمكنه التكلم. استطاع الرجل لفظ الصوت «تان». اكتشف لاحقًا إصابة الرجل في منطقة على الفص الأمامي الأيسر التي تعرف الآن باسم باحة بروكا. وجد كارل فيرنيك، وهو طبيب أعصاب ألماني، رجلًا يمكنه التكلم بطلاقة لكن دون فهمها. كان المريض مصابًا بسكتة، ولم يتمكن من فهم اللغة المكتوبة أو المحكية. كان لدى هذا المريض آفة في منطقة التقاء الفص الجداري الأيسر بالفص الصدغي، تعرف الآن بباحة فيرنيك. هذه الحالات، التي اقترحت بأن الآفات تسبب تغيرات محددة في السلوك، دعمت رأي التوضعيين بقوة.

#### وضع خريطة دماغية
في 1870، نشر الأطباء الألمان إدوراد هيتزش وغوستاف فريتش اكتشافاتهم عن سلوك الحيوانات. أجرى هيتزش وفريتش تيارًا كهربائيًا عبر القشرة المخية لكلب، وسبب ذلك تقلصًا لعضلات مختلفة بحسب الباحات التي حُفزت كهربائيًا. ما قادهم لاقتراح أن الوظائف الفردية تتوضع في باحات محددة من الدماغ عوضًا عن توضعها في القشرة المخية بشكل مجمل، كما اقترح رأي المجال الإجمالي. كان برودمان أيضًا من أهم الشخصيات في تخطيط الدماغ؛ قسمت تجاربه التي اعتمدت على تقنية صبغ فرانز نيسل للأنسجة إلى 52 باحة.

### القرن العشرين

#### الثورة المعرفية
في بداية القرن العشرين، اتسمت التصرفات في أميركا بالواقعية، ما أدى لتفضيل السلوكية كمقاربة أولية في علم النفس. كان جي. بي. واطسون شخصية بارزة بسبب منهج تحفيز-استجابة الخاص به. كان يهدف لتوقع السلوك والتحكم به عبر إجراءه تجارب على الحيوانات. فشلت السلوكية فيما بعد لأنها لم تستطع توفير علم نفس واقعي عن أفكار وأفعال الإنسان، ركزت بشكل أساسي على العلاقات بين العوامل المثيرة وردود الفعل دون شرح ظواهر كالتفكير والتخيل. ما أدى لما يطلق عليه عادةً «الثورة الإدراكية».

#### مبدأ العصبية
في بدايات القرن العشرين، بدأ سانتياغو رامون إي كاخال وكاميلو غولجي العمل على البنى العصبية. طور غولجي آلية صبغ بالفضة يمكنها صبغ عدة خلايا بأكملها في مناطق محددة، ما دفعه للاعتقاد باتصال العصبونات المباشر فيما بينها في هيولى واحدة. واجه كاخال هذا الرأي بعد صبغه لمناطق قليلة الميالين من الدماغ واكتشف أن العصبونات خلايا منعزلة. اكتشف كاخال إرسال الخلايا إشارات كهربائية عبر العصبون باتجاه وحيد. حاز كل من غولجي وكاخال جائزة نوبل في الفسيولوجيا والطب في عام 1906 لعملهم على مبدأ العصبية.

## اقرأ أيضاً
- علم الأعصاب
- معرفة (علم نفس)
- الإحساسية